# DSK Bank
DSK Bank er en bulgarsk bank, der siden 2003 har været et datterselskab til OTP Bank. Den blev etableret i 1951 og i 1999 blev selskabsstrukturen ændret til et aktieselskab. Bankens hovedkvarter er i Sofia.